# Susanne Klehn
Susanne Klehn (* 12. Juni 1981 in Leipzig) ist eine deutsche Fernsehmoderatorin und Journalistin.

## Werdegang
Susanne Klehn studierte Journalistik in Leipzig und begann dann beim MDR Fernsehen in der Redaktion hier ab vier als Reporterin. Durch Kontakte in die Promi-Szene wurde sie zur Klatschreporterin. Von 2012 bis Herbst 2015 präsentierte sie montags die Sendung Klehn hat’s gesehn im MDR sowie einmal im Monat eine 30-minütige Spezialausgabe Klehn hat’s gesehn XXL.
Für RTL kommentierte sie erstmals im Januar 2014 im Morgenmagazin Guten Morgen Deutschland die Ereignisse des Vortags in der täglichen Reality-Show Ich bin ein Star – Holt mich hier raus!. Auch 2015 war sie frühmorgens wieder als „Dschungel-Expertin“ dabei und arbeitete bis Juli 2018 dauerhaft als Society-Expertin für Guten Morgen Deutschland. Im Juli 2018 wechselte Susanne Klehn zurück zum MDR nach Leipzig, wo sie als Promi-Expertin für das Boulevardmagazin Brisant in der ARD tätig ist.

## Soziales Engagement
Nach ihrer Erkrankung an Hautkrebs im Juni 2009 hat sich Klehn für die verstärkte Aufklärung zur Vermeidung dieser Krebsart bereits im Kindes- und Jugendalter engagiert. Seither unterstützt sie als Ehren-Botschafterin die Stiftung Deutsche Krebshilfe und die Aktionspartner Berufsverband der Kinder- und Jugendärzte sowie die Arbeitsgemeinschaft Dermatologische Prävention (APD) bei bundesweiten Informationsveranstaltungen. Ihre eigenen Erfahrungen mit Hautkrebs und den Umgang damit hat sie in dem Buch 67 Prozent vom Glück verarbeitet. Als Botschafterin für Hautkrebsprävention unterstützt sie seit 2015 beständig Aufklärungsaktionen zum Schutz vor Hautkrebs vom Kindesalter an und motiviert Erwachsene, ihre Haut zu schützen.
Klehn zeichnete 2018 die Kita „Bahnbini“ der Deutsche Bahn AG in Frankfurt für ihr vorbildliches Engagement gegen Hautkrebs aus. Die zentrale Kindertagesstätte erhielt das Gütesiegel der Krebshilfe „Clever in Sonne und Schatten-Kita“. Als erfolgreiche Krebshilfe-Botschafterin hat Susanne Klehn 2019 der „Anne-Frank-Kita“ in der Stadt Weißenfels  die 100. Auszeichnung „Clever in Sonne und Schatten-Kita“ in Anerkennung deren Maßnahmen im Sonnenschutz für Kinder überreicht und die gesundheitspolitische Bedeutung der Krebsprävention der Stiftung Deutsche Krebshilfe und ihrer Projektpartner betont. Die Aktion setzt sich bundesweit dafür ein, dass bereits die Kleinsten lernen, sich in der Sonne richtig zu verhalten, um so langfristig Hautkrebs vorzubeugen. Zu den Projektpartnern gehört u. a. das Uniklinikum Dresden, das für Kindergärten und Kitas in allen Bundesländern kostenfrei ein Programmpaket zur Krebsvorbeugung bereithält.
Im Jahr 2020 eröffnete Klehn als ehrenamtliche Krebshilfe-Botschafterin in Berlin die bisher „größte gemeinsame Aufklärungskampagne“ führender Gesundheits-Organisationen gegen Hautkrebs und warnte als selbst Betroffene die Bevölkerung vor Gefahren solarer UV-Strahlung und UV-Strahlung in Solarien. Zum Auftakt der Aktion bei der Vernissage in den Berliner Reinbeckhallen wurde von dem Künstler-Duo Low-Bros die überdimensionale Lichtkonstruktion „Spectrum – das gefährlichste Kunstwerk der Welt“ präsentiert: eine die Sonne darstellende Installation mit starker UV-Strahlung, die Besucher nur in UV-sicherer Schutzkleidung aus der Nähe besichtigen dürfen. Seit Juni 2020 engagiert sich Klehn in der bundesweiten Aktion „Krebsprävention in Schulen“, die „nach den guten Erfahrungen des Kindergarten-Langzeitprojekts Clever in Sonne und Schatten neu gestartet wurde.“

## Buchveröffentlichung
- 67 Prozent vom Glück. In: Eulenspiegel, Berlin 2015, ISBN 978-3-359-02457-6.